# Тайм для дітей
Тайм для дітей (англ. Time for Kids, TFK) — підрозділ журналу «Time», який публікується спеціально для дітей і в основному поширюється в школах. Штаб-квартира журналу знаходилася в Тампі, штат Флорида. 
Пізніше він почав виходити в Нью-Йорку. 
TFK містить деякі національні новини, «Мультфільм тижня», а також низку статей, що стосуються масової культури. Щорічний випуск присвячується довкіллю. 
Випуск рідко перевищує десять сторінок, враховуючи обкладинку. Він є в багатьох бібліотеках. 
Журнал також випускає спеціальні випуски та веб-сайт, який пропонує щоденне висвітлення новин і є домівкою для програми TFK «Kid Reporter» («Дитячий репортер»).
Існує видання TFK гри «Не цитуй мене» (англ. Don't Quote Me), яка отримала кілька нагород[джерело?].

## Дв. також
- Альманах «Тайм для дітей»[en]